# Сахара
Саха́ра (араб. الصحراء الكبرى‎, Эс-Сахра-ль-Кубра; бербер. ⵜⵉⵏⵉⵔⵉ, Tiniri; исп. Sáhara, фр. Sahara) — крупнейшая жаркая пустыня и вторая, после Антарктической, пустыня на Земле по площади. Расположена на севере Африканского континента. Вытянута примерно на 4800 км с запада на восток и от 800 до 1200 км с севера на юг; имеет площадь около 8,6 млн км² (около 30 % площади Африки, немногим больше Бразилии и больше половины России).
С запада Сахара омывается Атлантическим океаном, с севера ограничена горами Атлас и Средиземным морем, а с востока — Красным морем. Южная граница пустыни определяется зоной малоподвижных древних песчаных дюн на 16° с. ш., к югу от которой располагается Сахель — переходный регион к Суданской саванне.
Сахара частично захватывает территорию более десяти государств — Алжира, Египта, Ливии, Мавритании, Мали, Марокко, Нигера, Судана, Туниса и Чада, а также спорной территории Западная Сахара. Обширные пространства Сахары не заселены, оседлый образ жизни ограничен районами оазисов, долинами рек Нил и Нигер.
Сахару нельзя свести к какому-то одному типу пустынь, хотя преобладающим является песчано-каменистый тип. В составе пустыни различают множество регионов: Тенере, Большой Восточный Эрг, Большой Западный Эрг, Танезруфт, Эль-Хамра, Игиди, Эрг-Шеш, Аравийскую, Алжирскую, Ливийскую, Нубийскую пустыни, пустыню Талак.
Сахара постоянно увеличивается — каждый год южная граница пустыни сдвигается к югу на 6—10 км.

## Название
Название «Сахара» упоминается с I века н. э. Происходит от слова араб. صَحراء‎ (ṣaḥrāʾ), которое в переводе означает «пустыня», и его множественного числа ṣaḥārā, согласно другим источникам, от древнеарабского сахра — «красно-коричневая».
Названия некоторых районов Сахары, такие как Танезруфт (юго-запад Алжира) или Тенере (центр Нигера), часто имеют берберское происхождение.

## Географические характеристики

### Площадь
Разные источники по-разному определяют границы Сахары, из-за чего оценки её площади колеблются. Используются изогиеты 100 и 200 мм, индексы аридности, граница плодоношения финиковых пальм и произрастания травы эспарто на севере, а также другие ботанические признаки на юге. В некоторых источниках восточная граница Сахары проведена по долине Нила (не включаются Аравийская и Нубийская пустыни). В БСЭ приводится диапазон от 6 до 8 млн км². Согласно энциклопедии Британника Сахара занимает площадь около 8,6 млн км², что составляет около 30 % площади Африки. WWF приводит цифру 9,1 млн км², описывая площадь «великой Сахары».

### Геология и полезные ископаемые
Сахара располагается на Сахарской плите — северо-западной части древней Африканской платформы. Вдоль центральной части плиты с запада на восток протягивается Центрально-Сахарская зона поднятий, где на поверхность выходит докембрийский кристаллический фундамент: Регибатский массив на западе отделён Танезруфтским прогибом от нагорья Ахаггар, состоящего из чередующихся горстов и грабенов. Далее к востоку простираются массивы Тибести, Эль-Увайнат, Эль-Эглаб, а также западный выступ Нубийско-Аравийского щита (хребет Этбай).
К северу и югу от зоны поднятий находятся Северо-Сахарская и Южно-Сахарская зоны опусканий — прогибы платформы, заполненные фанерозойскими осадочными породами. До середины мела в этих зонах накапливалась континентальная толща, которая позже (в конце мела — начале палеогена) была перекрыта морскими осадками (причём в южной части зоны опусканий морские осадки менее мощны). С эпохи олигоцена море отступило, а древние массивы (особенно Ахаггар и Тибести) испытали сильное поднятие. В Южно-Сахарской зоне опусканий также располагаются плоская синеклиза Таоденни, грабен Гао, Мали-Нигерская синклиза и синеклиза Чад.
Благодаря стабильности платформы формации эры палеозоя остались горизонтальными и мало изменились. В большинстве районов Сахары данные образования были покрыты мезозойскими отложениями, с которыми связаны многие важные водоносные горизонты. В северной части пустыни данные образования также ассоциируются с вытянутыми впадинами и бассейнами: от оазисов западного Египта до шоттов Алжира. Прогиб платформы в южной части пустыни создал крупные бассейны, занятые кайнозойскими озёрами (например, мега-озером Чад и группой озёр Унианга).
На территории Сахары имеются богатые месторождения нефти и газа (Сахарский нефтегазоносный бассейн, включая месторождение Хасси-Месауд), железных (Иджиль) и медных (Акжужт) руд. Месторождения золота, вольфрама, урана и редких металлов связаны с докембрийским фундаментом.

### Рельеф
Ландшафт Сахары очень разнообразен. Бо́льшую часть её территории (до 70 %) занимают равнинные глинистые сериры, галечные рэги и каменистые плато (хамада) высотой ниже 500 м, опускающиеся до 200 м в прибрежных районах. Горные выступы наиболее высоки в Центральной Сахаре — нагорья Тибести (высочайший пик на территории Сахары — вулкан Эми-Куси, 3415 м) и Ахаггар (гора Тахат, 3003 м). Эти районы несут следы активного вулканизма времён неогена и антропогена и расчленены глубокими долинами (ширина до 30 км, длина до 400 км) с сухими руслами древних рек. Вокруг нагорий протягиваются куэстовые гряды высотой до 1000 м и ступенчатые плато Адрар-Ифорас (до 728 м), Аир (до 1900 м), Эннеди (до 1310 м), Тадемаит и другие. Заметной особенностью равнинных районов является пустынный загар — ферромарганцевая чёрная плёнка, покрывающая горные породы. Сахарские плато в основном состоят из выветренных пород, как, например алжирское плато Тадемаит.
Кроме равнин, плато и гор на территории Сахары выделяют многочисленные неглубокие солончаковые бессточные бассейны (себхи, шотты и дайи) и крупные впадины, в которых встречаются оазисы. Наиболее низкорасположенные области — Каттара (−133 м, самая низкая точка Сахары), Эль-Файюм, Мельгир (−26 м) и Боделе.
Приуроченные к депрессиям и крупным вади, песчаные пустыни (эрги) и дюны занимают около 25 % поверхности пустыни или около 2,2 млн км². Крупнейшие скопления песков — Игиди, Эрг-Шеш, Большой Западный Эрг, Большой Восточный Эрг, Эрг-Шебби и др. Гряды преимущественно скреплены слабой ксерофитной растительностью, также встречаются круглые, звездообразные, поперечные дюны и серповидные барханы; пирамидальные дюны достигают высоты 150 м, встречаются гряды высотой до 200—300 м. На юге северной и северо-восточной частей (Аубари, Идехан-Марзук, Тенере, Ливийская пустыня) встречаются подвижные пески. В некоторых местах наблюдается феномен поющих песков.
- Закат над дюнами. Ван Каза, Ливия
- Горы Тадрарт-Акакус, Ливия
- Гельта в районе Эннеди, Чад

### Водные ресурсы
Несколько рек, зарождаясь за границами Сахары, пополняют поверхностные и подземные воды пустыни. Нил является единственной рекой с постоянным транзитивным водотоком. Его основные притоки — Голубой и Белый Нил — сливаются на юго-востоке Сахары, и по восточной окраине пустыни река несёт свои воды к Средиземному морю. На Ниле в 1964—1968 годах создано крупное водохранилище Насер, при разливе образовавшее озёра Тошка, район которых правительство Египта планирует превратить в оазис. На юге Сахары несколько рек впадают в озеро Чад, откуда значительное количество воды продолжает течь на северо-восток и пополняет местные водоносные слои. По юго-западной окраине Сахары протекает река Нигер, у внутренней дельты которой располагаются озёра Фагибин, Гару, Ниангай и др.
В северные районы пустыни воду приносят ручьи и вади (сухие водотоки, заполняемые водой после сильных дождей), стекающие с Антиатласа, Атласа, гор Орес и других прибрежных возвышенностей Ливии, Туниса, Алжира и Марокко. Крупнейшие из таких рек — Драа, Саура, Зиз. Многие меньшие по размеру вади стекают в шотты, как, например, Джеди в Мельгир.
Внутри самой Сахары от Ахаггара, Тассилин-Аджера и Тибести расходится обширная древняя речная сеть — вади Игаргар, Тафасасет, Таманрассет и др. Некоторые из этих вади сформировались в далёком прошлом, когда климат региона был более влажным, другие являются результатом воздействия водных потоков от внезапных проявлений стихии, таких как наводнение 1922 года, которое уничтожило алжирский город Таманрассет. Песчаные дюны Сахары хранят значительные запасы дождевой воды, которая просачивается и выходит источниками на пустынных склонах. Дожди также наполняют гельты, из которых некоторые не пересыхают (Аршей, Земмур и др.) На окраинах Сахары, а также в центральных горных массивах сохранились реликтовые озёра, частично заболоченные и нередко сильно минерализованные, например озеро Йоа из группы озёр Унианга.
Под песками Сахары располагаются крупные бассейны подземных вод, включая артезианские. Эти бассейны в основном приурочены к континентальным нижнемеловым песчаникам и обеспечивают водой оазисы. Благодаря большему объёму подземного стока северная часть Сахары богата грунтовыми водами; в южной части воды менее обильны, а водоносные горизонты лежат глубже. Подземные воды также используются для ирригации (см. ливийский проект Великая рукотворная река).
- Река Зиз, стекающая в пустыню Сахара с гор Высокого Атласа
- Оазис, нагорье Ахаггар
- Верблюды у источника воды в гельте Аршей, Чад

### Почвы
Почвы большей части Сахары характерны для тропических пустынь и полупустынь (щебнистые, галечные, песчаные). Имеют низкое содержание органических веществ, почвенные слои выделены слабо. В некоторых областях имеются азотфиксирующие бактерии, однако в основном почвы биологически неактивны. По краям пустыни почвы содержат бо́льшие концентрации органики; во впадинах почвы часто засолены. Наличие несвязанного карбоната указывает на низкую степень выщелачивания.
Преимущественно в северо-западной части пустыни распространены плотные известково-гипсовые слои (коры) мощностью от нескольких см до 1—2 м, которые ассоциированы с известковыми коренными подстилающими породами. Распределение мелкодисперсных, в том числе диатомовых компонентов ограничено бессточными понижениями и впадинами.
В результате пренебрежительного отношения к растительности и распашки лёгких песчаных почв подвижные пески наступают на оазисы. В 1974 году в Алжире начато осуществление проекта «зелёной стены», в ходе которого на протяжении 1500 км были посажены заграждающие линии эвкалиптов и других деревьев.

### Климат
С климатической точки зрения Сахара превратилась в пустыню примерно 5 млн лет назад, в начале плиоцена, после чего влажность климата испытывала кратко- и среднесрочные колебания; в частности, в период неолитического субплювиала Сахара в последний раз была саванной. Современный аридный климат длится около 10 тыс. лет. По всей видимости, антропогенный фактор внёс свой вклад, увеличив отражательную способность поверхности и снизив суммарное испарение. Очевидно, выпас крупного рогатого скота в течение 7 тыс. лет на территории пустыни и её границах закрепил данные условия, и климат Сахары за последние 2 тыс. лет почти не изменился. Значительное отклонение условий от нормальных наблюдали с XVI по XVII век, когда в Европе длился так называемый Малый ледниковый период. В это время значительно увеличились осадки вдоль тропической границы, в самой пустыне и, возможно, в её северных районах. В XIX веке климатические условия вернулись к тем, которые похожи на текущие.
С помощью спутниковых снимков в Сахаре обнаружена погребённая под песком река Таманрассет, существовавшую около 5000 лет назад на территории современного Алжира, и в районе Мавритании впадавшую в Атлантический океан. Реку, пока она существовала, оценивают как 12-ю из крупнейших в мире; теперь же остаточная длина пересыхающей реки составляет всего 500 км.
На климат большей части Сахары в течение всего года оказывает сильное влияние северо-восточный пассат. Относительная влажность составляет 30—50 %, огромный дефицит влажности и высокая испаряемость (потенциальное испарение 2500—6000 мм) типичны для всей территории пустыни, за исключением узких прибрежных полос. Выделяются два основных климатических режима: сухой субтропический на севере и сухой тропический на юге. Северные районы характеризуются необычно большими годовыми и суточными колебаниями температуры с прохладными и даже холодными зимами и жарким летом. Количество осадков имеет два годовых максимума. В южных областях лето жаркое, а зимы мягкие и сухие. После жаркого и сухого сезона идут летние дожди. Более прохладный климат узкой прибрежной полосы на западе объясняется влиянием холодного Канарского течения.
- Спутниковый снимок эрга Иссауан, Алжир. Соль между дюн (бело-голубые участки) — от испарившейся дождевой воды.
- Ришат — геологическая формация на западе Сахары
- Песок, выдуваемый ветром шерги из Сахары в сторону Канарских островов

#### Северная часть
Сухой субтропический климат северной Сахары обуславливается стабильными ячейками высокого давления, располагающимися над Северным тропиком. Годовая разница среднесуточных температур составляет примерно 20 °C. Зимы относительно холодные на севере и прохладные в центральных районах. Среднемесячная зимняя температура северной части пустыни составляет +13 °C, средняя месячная температура воздуха в июле достигает +37,2 °C (Адрар), а среднесуточные температуры могут достигать +40 °C и более. Суточные колебания температуры значительны и зимой и летом. Зимой ночью почва промерзает, а в центральных горных массивах зарегистрированы ночные температуры до −18 °C. Лето жаркое, максимальная зафиксированная температура +57,8 °C (Эль-Азизия, Ливия); поверхность земли может прогреваться до +70…+80 °C.
Количество осадков сильно варьируется, среднегодовое значение составляет 76 мм. В основном дожди наблюдаются с декабря по март, а с мая по июнь осадков мало. Второй максимум приходится на август и сопровождается грозами, которые вызывают сильнейшие кратковременные паводки. Внутренние районы могут не получать осадков несколько лет подряд; на северных плато (Ахаггар и Тибести) почти ежегодно кратковременно выпадает снег. На большей части пустыни характерно выпадение обильной росы по утрам, которая способствует образованию поверхностных пылеватых кор.
Сухие субтропики также характеризуются горячими южными ветрами, которые выносят пыль из внутренних районов, вызывая многодневные пылевые бури (скорость ветра иногда достигает более 50 м/с). Как правило, они наблюдаются весной, но возможны и в другие времена года. В Египте эти ветра известны как «хамсин» и «самум», в Ливии — как «гибли», в Тунисе — как «чили». Суданский ветер хабуб имеет меньшую длительность, наблюдается летом и, как правило, сопровождает сильные дожди.

#### Южная часть
На сухой тропический климат юга пустыни, кроме тех же ячеек высокого давления, также регулярно оказывает влияние сезонное взаимодействие стабильных субтропических континентальных и нестабильных морских воздушных масс, находящихся южнее. Годовая разница среднесуточных температур сухих тропических областей Сахары составляет около 17,5 °C. Средние температуры самых холодных месяцев примерно такие же, как и в северной части пустыни, но суточные колебания меньше. В высотных районах температура иногда падает ниже нуля — абсолютный минимум, зафиксированный в горах Тибести, составляет −15 °C. Конец весны и начало лета жаркие, воздух нередко прогревается до 50 °C.
Осадки в горных районах сухих тропиков невелики и распределены по всей длительности года, дожди в низменных областях идут преимущественно летом. Как и на севере, многие дожди сопровождаются грозами. Среднегодовая норма осадков составляет около 130 мм, на центральных горных массивах изредка выпадает снег. Температура западной границы пустыни смягчается прохладным Канарским течением, из-за чего количество конвекционных осадков уменьшается, зато повышается влажность и иногда наблюдаются туманы. Зима в южной Сахаре — это период харматана, сухого северо-восточного ветра, несущего пыль и песок.

### Растительность
Сахарская растительность скудна, состоит из небольших сообществ трав, кустарников и деревьев, произрастающих в оазисах, высотных районах, и вдоль вади.
Во впадинах встречаются устойчивые к соли растения-галофиты. На менее обеспеченных водой равнинах и плато произрастают виды трав, небольших кустов и деревьев, устойчивых к засухам и жаре.
Во многих областях (рэги, хамады, частично скопления песков и т. д.) растительный покров вообще отсутствует.
Также, сильное воздействие на растительность почти всех областей оказала деятельность человека (выпас скота, сбор полезных растений, заготовка топлива и т. п.).
Флора Сахары особенно хорошо приспособлена к нерегулярности осадков. Это отражается в большом разнообразии физиологических адаптаций, предпочтениях места обитания, создании зависимых и родственных сообществ и стратегий воспроизводства. Многолетние засухоустойчивые злаки и кустарники имеют обширную и глубокую (до 15—21 м) корневую систему. Многие из травяных растений — эфемеры, которые могут производить семена за три дня после достаточного увлажнения и высеивать их в течение 10—15 дней после этого.
В горных районах пустыни встречается реликтовая неогеновая флора, родственная средиземноморской, много эндемиков. Среди реликтовых древесных растений, произрастающих в горных районах — некоторые виды олив, кипариса и мастиковое дерево. Также представлены виды акации, тамарисков и полыни, дум-пальма, олеандр, финик пальчатый, тимьян, эфедра.
В оазисах возделывают финики, инжир, оливковые и фруктовые деревья, некоторые цитрусовые, различные овощи.
Травяные растения, произрастающие во многих частях пустыни, представлены родами триостница, полевичка и просо; на побережье Атлантического океана растёт прибрежница и другие солестойкие травы. Различные комбинации эфемеров образуют сезонные пастбища, называемые ашебами.
В водоёмах встречаются водоросли.

### Животный мир
Фауна Сахары относится к Голарктической и Эфиопской зоогеографическим областям, общее число видов составляет около 4 тысяч (большинство — беспозвоночные). Около 40 % всех видов являются африканскими эндемиками, хотя на территории Сахары эндемизм составляет не более 10—12 %. Области обитания типичных сахарских животных ограничиваются центральными нагорьями. В наиболее засушливых районах видовой состав крайне беден, а биомасса животных уменьшается до 2 кг/га и менее. Большинство животных ведут ночной образ жизни.
Млекопитающие (всего около 60 видов): подсемейство песчанковые, семейство тушканчиковые, капский заяц, эфиопский ёж, гривистый баран, антилопа саблерогая, газель-доркас, муфлон, дикий нубийский осёл, павиан анубис (в Аире и Тибести); пятнистая гиена, обыкновенный шакал, гепард, песчаная лисица, лисица фенек, Ictonyx libycus и мангустовые (египетский мангуст и др.) Последнюю антилопу аддакс в Северной Сахаре убили в начале 1920-х годов, на юге пустыни и в центральных горных массивах её популяция значительно сократилась. Североафриканский слон вымер ещё во времена Древнего Рима; лев, страус и другие виды встречались на северных границах пустыни ещё в 1830 году.
Если учитывать перелётных птиц (более 50 % видового разнообразия), то число видов, обитающих в Сахаре, превышает 300. Прибрежные зоны и внутренние водотоки привлекают много видов водоплавающих птиц. Во внутренних районах встречаются страусы, различные хищные птицы, птица-секретарь, цесарка, Neotis nuba, африканский филин и сипуха; Calandrella raytal, Ptyonoprogne obsoleta, пустынный и трубастый вороны.
Ящерицы, вараны, хамелеоны, сцинки, рогатые гадюки и кобры обитают в каменистых и песчаных районах. Различные виды улиток служат важным источником пищи для птиц и других животных. Пустынные улитки могут впадать в летнюю спячку и оставаться в таком состоянии несколько лет до выхода из него в результате осадков. Животный мир озёр Сахары состоит из лягушек, жаб, мелких крокодилов, артемии и других ракообразных. Реликтовая тропическая фауна северной Сахары включает в себя тропические виды сомообразных и этроплюсов, которые обитают в Бискре (Алжир) и в изолированных оазисах.
- Антилопа аддакс, обитающая в удалённых районах Сахары, находится под угрозой вымирания
- Миниатюрная лисица фенек — обычный обитатель Сахары
- Газель-доркас, находится под угрозой вымирания вследствие сокращения ареала и неконтролируемого отстрела

## Народы
Несмотря на то, что территория Сахары сравнима с территорией США, плотность населения (включая долину Нила) оценивается всего в 0,4 человека на км² (всего 2,5 млн человек). Огромные пространства не заселены, разрозненные поселения формируются лишь у надёжных источников воды и островков растительности, способных кормить скот.
В доисторические времена Сахара была населена гораздо плотнее. Каменные артефакты, окаменелости и наскальная живопись Сахары, которые широко распространены в регионах, ныне слишком сухих для поддержания жизни, свидетельствуют о присутствии как человека, так и диких животных, включая антилоп, буйволов, жирафов, слонов, носорогов и бородавочников. Костяные гарпуны, места концентрации ракушек и останки рыб, крокодилов и гиппопотамов говорят о существовании доисторических поселений на берегах древних озёр.
После появления домашнего скота на территории Сахары почти 7 тыс. лет назад в некоторых группах кочевое скотоводство стало доминировать над охотой и рыбалкой. Родственные берберам или загава народы нигерского региона Тенере занимались разведением крупного рогатого скота. Появление овец и коз связано, вероятно, с народами северо-восточной Африки и представителями Капсийской культуры. Зарождение земледелия относят к периоду примерно 6 тыс. лет назад, когда в Египте начали выращивать ячмень и пшеницу двузернянку. Эти сельскохозяйственные культуры, очевидно, пришли из Азии; свидетельства одомашнивания местных африканских растений впервые были обнаружены в гончарных изделиях, найденных на территории Мавритании. Эти изделия датируются 1000 годом до н. э. и приписываются гангара, предкам современных сонинке.
Появление сельского хозяйства и домашних животных привело к специализации многих народов Сахары и установлению экономических связей между близко расположенными поселениями. Начала развиваться внешняя торговля: медь из Мавритании поставлялась средиземноморским цивилизациям эпохи бронзового века уже во втором тысячелетии до н. э. Торговля усилилась с появлением сахарских цивилизаций железного века в I веке до н. э., включая цивилизацию с центром в Нубии.
Подвижность кочевых народов упростила их участие в Транссахарской торговле. Опустынивание Сахары отражено в переходе торговцев с лошадей и крупного рогатого скота к верблюдам. Хотя верблюды использовались в Египте уже в VI веке до н. э., начало их доминирования относится лишь III веку н. э. Жители сахарских оазисов подвергались нападениям санхаджи (берберский клан) и других кочевников, многие из которых укрылись в пустыне от анархии и войны позднего римского владычества в Северной Африке. Многие из оставшихся жителей оазисов, включая харатинов, были порабощены кочевниками. Распространение ислама в Северной Африке между VII и XI веком вынудило уйти в пустыню группы берберов и арабов, желавших сохранить традиционные верования. Распространившийся по торговым путям ислам в конце концов стал основной религией региона.
Несмотря на значительное культурное разнообразие, народы Сахары в большинстве характеризуются как скотоводы, оседлые земледельцы или ремесленники. Скотоводство, всегда в некоторой степени кочевое, распространено в окраинных районах, в предгорьях и в немного более влажных западных районах. Крупный рогатый скот водится вдоль южной границы с Сахелем, в пустыне же разводят коз, овец и верблюдов. Основные группы скотоводов — регейбат на северо-западе пустыни и чаамба в северной части алжирской Сахары. В периоды засухи к поисках пастбищ происходили крупные миграции. Известные своей воинственностью туареги имеют матриархальное общество, и женщины в нём, несмотря на исповедание ислама, имеют большую свободу. Мавританские группы на западе ранее были объединены в племенные союзы. Народ теда из района Тибести и его южных окраин занимаются преимущественно разведением верблюдов, его представители известны своей физической выносливостью.

## Экономика

### Транссахарская торговля
В Средние века по территории Сахары проходили караванные пути, соединявшие государственные образования побережья Атлантического океана и торговые города Северной Африки.
Главные торговые пути несколько раз смещались. Так, до XI века основной караванный путь проходил через средневековую Гану, с XII века он переместился на восток, соединив малийские золотые рудники с торговыми городами Северной Африки. Малийское золото, как и многие другие товары (шкуры, страусиные перья и пр.), попадали на Ближний Восток и оттуда нередко в Европу.
С XV века главный караванный путь стал проходить через хаусаленд.
Товары перевозились с помощью караванов верблюдов-дромадеров. Перед тем, как быть собранными в караван, животные откармливались в течение нескольких месяцев на равнинах Магриба или Сахеля. По рассказам Ибн Баттуты, который путешествовал с одним из караванов, средний размер каравана был порядка 1000 верблюдов, а иногда достигал и 12 тыс. Караваны вели высокооплачиваемые берберские проводники, хорошо знавшие пустыню и населявшие её кочевые племена туарегов. Выживание каравана зависело от слаженной работы многих. Вперёд к оазисам посылали гонцов, которые могли привезти воду из тех мест, до которых каравану было ещё несколько дней пути.

### Транспорт
Через пустыню проходят четыре трансафриканские автомагистрали:
1. Шоссе Каир-Дакар[англ.]
2. Транссахарское шоссе Алжир-Лагос (Нигерия)
3. Шоссе Триполи-Кейптаун
4. Шоссе Каир-Кейптаун

Транссахарская «дорога единства» идёт через Ин-Салах и Таманрассет и заканчивается в Лагосе, имеет два ответвления: на Агадес (Нигер) и Гао (Мали). Вторая автодорога проходит через оазис Туат. В городах Адрар, Таманрассет и ряде других имеются аэропорты.

## История
66—56 млн л. н. на территории современного Мали Сахару с севера на юг пересекало Транссахарское море площадью до 3000 км² и глубиной до 50 м. Эпиконтинентальное море периодически разделяло Западную Африку от позднего мелового периода до раннего эоцена (от мел-палеогеновой границы до палеоцен-эоценового теплового максимума).
Сахарская пустыня значительно уменьшилась во время серии эпизодов «зелёной Сахары» среднего плейстоцена с особенно заметным, но коротким межледниковым периодом около 330 тыс. л. н., соответствующем морской изотопной стадии 9 (MIS 9) (последний период нижнего палеолита).
9500—9000 л. н. начался неолитический субплювиал — влажная фаза голоцена.
В 2017 году геолог Дэвид Райт (David Wright) из Сеульского университета предположил, что переход древних племён, проживавших в регионе Сахары, около 8000 л. н. к пастушескому типу животноводства привёл к уменьшению растительного покрова и увеличению количества солнечного света, отражающегося от поверхности, что, в свою очередь, сделало дожди более редкими и усилило процесс опустынивания.
Неолитический субплювиал (африканский влажный период) закончился 5500—5000 л. н. Достигнув к 4000 году до н. э. пика увлажнения Сахара стала медленно превращаться в пустыню в период аридизации с 3600 года до н. э. до 2700 года до н. э. Такие выводы удалось сделать на основе изучения геологических отложений, поднятых с глубин озера Йоа, находящегося на севере Чада. 
Согласно результатам исследований, 6 тыс. л. н. в Сахаре росли деревья и было много озёр. Таким образом работа учёных из Германии, Канады и США во главе с Стефаном Креплиным из Института доисторической геологии Кёльнского университета опровергает существующую теорию о быстром превращении этой части Африки в пустыню 5500 лет назад за несколько веков. Хотя некоторые свидетельства указывают на то, что влажный период закончился 5500 л. н., в Сахеле, Аравии и Восточной Африке потепления, по-видимому, проходили в несколько этапов, таких как засуха 4200 лет назад.